# Kataller Toyama
Toyama Prefecture Football Club (Japans: カターレ富山, Katāre Toyama) is een Japanse voetbalclub uit Toyama. De club werd opgericht in 2007, door de samenvoeging van ALO's Hokuriku en YKK AP F.C.. De thuiswedstrijden worden in het Toyama Athletic Recreation Park Stadium gespeeld, dat plaats biedt aan 28.494 toeschouwers. De clubkleuren zijn blauw-zwart. De club speelt sinds het seizoen 2025 wederom in de J-League 2 nadat het in 2014 degradeerde naar de J-League 3.

## Bekende spelers
- Koji Ezumi
- Shintaro Harada
- Rikiya Kawamae
- Hiroshi Kobayashi
- Takuya Kokeguchi
- Teruaki Kurobe
- Tomoaki Matsukawa
- Kazuyoshi Matsunaga
- Yasutoshi Miura
- Shoya Nakajima
- Haruki Seto
- Seo Yong-duk